# Vallon-en-Sully
Vallon-en-Sully – miejscowość i gmina we Francji, w regionie Owernia-Rodan-Alpy, w departamencie Allier.

## Demografia
Według danych na rok 1990 gminę zamieszkiwało 1809 osób, a gęstość zaludnienia wynosiła 48 osób/km². W styczniu 2015 r. Vallon-en-Sully zamieszkiwały 1683 osoby, przy gęstości zaludnienia wynoszącej 44,7 osób/km².